# César Milstein
César Milstein (n. 8 octombrie 1927, Bahía Blanca, Buenos Aires, Argentina – d. 24 martie 2002, Cambridge, Anglia, Regatul Unit) a fost un biochimist argentinian de etnie ebraică.
În 1984, împreună cu Georges J. F. Köhler și Niels Kaj Jerne, a primit Premiul Nobel pentru Medicină pentru teoriile legate de specificitatea dezvoltarea și controlul sistemului imunitar și descoperirea principiului pentru producerea anticorpilor monoclonali".
În 1980 a mai primit și Premiul Wolf pentru Medicină, iar în 1989 Medalia Copley.
În 1975 este admis ca membru al Royal Society.